# 綾瀬未来
綾瀬 未来（あやせ みらい、2004年〈平成16年〉12月20日 - ）は、日本の女性声優。愛称は、みら。東京都出身。賢プロダクション所属。

## 略歴
子供の頃からアニメや声優が大好きで、中学3年生のとき、自分が好きでいたのが憧れであることに気づき、同じように表現したいという思いから声優を目指すことになった。
スクールデュオ（レギュラークラス23期生）を卒業。2023年4月、賢プロダクション所属となる。

## 人物
趣味は暖かい部屋で半袖半ズボンでアイスを食べること、歩行、掃除、洋服を買うこと。特技は歌、ピアノ、日本舞踊、料理。
性格はマイペース。座右の銘は「思い立ったが吉日」。
好きなことはスイーツ巡り。好きなおにぎりの具はオムライス。
あやっぺという愛称は花井美春が名付けた。

## 出演
太字はメインキャラクター。

### テレビアニメ
- アオのハコ（2025年[7]）
- うたごえはミルフィーユ（2025年、小牧嬉歌[8][9]）

### ゲーム
- セガNET麻雀 MJ[10]（2024年、チーホー）

### Music Video
- うたごえはミルフィーユ アカペラカバー ～ 奥華子「ガーネット」[11]（2022年4月28日、小牧嬉歌[1]）
- うたごえはミルフィーユ アカペラカバー ～ スマイレージ「夢見る 15歳」[11]（2022年9月3日、小牧嬉歌[1]）
- うたごえはミルフィーユ アカペラカバー ～ CHiCO with HoneyWorks「世界は恋に落ちている」[11]（2022年11月6日、小牧嬉歌[1]）
- うたごえはミルフィーユ「SINGING －アカペラアレンジver.－」[11]（2023年3月8日、小牧嬉歌[1]）
- うたごえはミルフィーユ「POPPIN' TIME」[11][注釈 1]（2023年11月22日、小牧嬉歌[1]）
- うたごえはミルフィーユ「飾りじゃないのよ涙は －アカペラアレンジver.－」[11]（2023年11月23日、小牧嬉歌[1]）
- うたごえはミルフィーユ「うたごえハイシックス」[11]（2023年11月26日、小牧嬉歌[1]）
- うたごえはミルフィーユ「TREASURE」[11]（2024年4月3日、小牧嬉歌[1]）
- うたごえはミルフィーユ「透明人間 －アカペラアレンジver.－」[11]（2024年4月4日、小牧嬉歌[1]）

### テレビ番組
- 全国ハモネプ大リーグ 2024 全国大会(生放送)[12]（2024年3月2日、フジテレビ）

### WEBラジオ
- 個人生放送体験番組『メゾン・ド・ブルーム』[13]（2023年11月30日）

### その他コンテンツ
- うたごえはミルフィーユ（2022年 - 2024年、小牧嬉歌[1]）

## ディスコグラフィ

### キャラクターソング
| 発売日   | 商品名                         | 歌                   | 楽曲 | 備考                                                 |
| 2023年   | 2023年                         | 2023年               | 2023年 | 2023年                                               |
| -------- | ------------------------------ | -------------------- | --- | ---------------------------------------------------- |
| 3月8日   | SINGING                        | 手鞠沢高校アカペラ部 | 「SINGING -アカペラアレンジver.-」 「うたごえハイシックス」 「SINGING」                                                      | アカペラプロジェクト『うたごえはミルフィーユ』関連曲 |
| 11月22日 | POPPIN' TIME                   | 手鞠沢高校アカペラ部 | 「POPPIN' TIME」 「飾りじゃないのよ涙は -アカペラアレンジver.-」                                                             | アカペラプロジェクト『うたごえはミルフィーユ』関連曲 |
| 2024年   |                                |                      | |                                                      |
| 4月3日   | TREASURE                       | 手鞠沢高校アカペラ部 | 「TREASURE」 「透明人間 -アカペラアレンジver.-」                                                                             | アカペラプロジェクト『うたごえはミルフィーユ』関連曲 |
| 9月18日  | MY WAY                         | 手鞠沢高校アカペラ部 | 「MY WAY」 「アイドル -アカペラアレンジver.-」                                                                               | アカペラプロジェクト『うたごえはミルフィーユ』関連曲 |
| 2025年   |                                |                      | |                                                      |
| 1月22日  | STARLIGHT                      | 手鞠沢高校アカペラ部 | 「STARLIGHT」 「プラチナ -アカペラアレンジver.-」                                                                            | アカペラプロジェクト『うたごえはミルフィーユ』関連曲 |
| 4月23日  | うたごえハイシックス/STAY GOLD | 手鞠沢高校アカペラ部 | 「うたごえハイシックス -アカペラアレンジver.-」                                                                              | アカペラプロジェクト『うたごえはミルフィーユ』関連曲 |
| 7月23日  | 思い出話                       | 手鞠沢高校アカペラ部 | 「思い出話」 | テレビアニメ『うたごえはミルフィーユ』主題歌         |
| 7月23日  | 思い出話                       | 手鞠沢高校アカペラ部 | 「ガーネット -アカペラアレンジver.-」 「夢見る 15歳 -アカペラアレンジver.-」 「世界は恋に落ちている -アカペラアレンジver.-」 | テレビアニメ『うたごえはミルフィーユ』関連曲         |

## ライブ・イベント

### 合同ライブ
| 公演日   | コンテンツ             | タイトル                                                                      | 会場                                      |
| 2022年   | 2022年                 | 2022年                                                                        | 2022年                                    |
| -------- | ---------------------- | ----------------------------------------------------------------------------- | ----------------------------------------- |
| 10月9日  | うたごえはミルフィーユ | トーク＆ミニライブ                                                            | AKIHABARAゲーマーズ本店                   |
| 2023年   |                        |                                                                               |                                           |
| 3月25日  | うたごえはミルフィーユ | AnimeJapan2023 ポニーキャニオンブース「うたごえはミルフィーユ」ライブステージ | 東京ビッグサイト                          |
| 4月16日  | うたごえはミルフィーユ | トーク＆ミニライブ                                                            | AKIHABARAゲーマーズ本店                   |
| 6月17日  | うたごえはミルフィーユ | うたミルイベント Vol.1 ～happy to sing～                                      | harevutai                                 |
| 11月25日 | うたごえはミルフィーユ | トーク＆ミニライブ                                                            | 株式会社ポニーキャニオン                  |
| 2024年   |                        |                                                                               |                                           |
| 1月14日  | うたごえはミルフィーユ | うたミルイベント Vol.2 ～CONNECT～                                            | TOKYO FMホール                            |
| 3月24日  | うたごえはミルフィーユ | AnimeJapan2024 ポニーキャニオンブース「うたごえはミルフィーユ」ライブステージ | 東京ビッグサイト                          |
| 4月6日   | うたごえはミルフィーユ | トーク＆ミニライブ                                                            | animate hall BLACK(アニメイト池袋本店 9F) |
| 5月26日  | うたごえはミルフィーユ | うたミルイベント Vol.3 ～AFFECTION～                                          | サイエンスホール                          |
| 8月31日  | うたごえはミルフィーユ | Animelo Summer Live 2024 -Stargazer- けやきひろばステージ                     | さいたまスーパーアリーナ                  |
| 9月22日  | うたごえはミルフィーユ | ミルふぁむミーティングⅠ                                                       | 東京証券会館8階ホール                     |
| 10月27日 | うたごえはミルフィーユ | 『うたごえはミルフィーユ』4thシングル「MY WAY」発売記念リリースイベント       | ポニーキャニオン3Fイベントスペース        |

### ユニットメンバー
1. 1 2 3  小牧嬉歌（綾瀬未来）、繭森結（夏吉ゆうこ）、古城愛莉（須藤叶希）、近衛玲音（松岡美里）、宮崎閏（花井美春）、熊井弥子（相川遥花）